# Sachaliphantes sachalinensis
Sachaliphantes sachalinensis là một loài nhện trong họ Linyphiidae.
Loài này thuộc chi Sachaliphantes. Sachaliphantes sachalinensis được Andrei V. Tanasevitch miêu tả năm 1988.